# Моделка
Моделка (пол. Modełka) — село в Польщі, у гміні Цеханув Цехановського повіту Мазовецького воєводства.
Населення — 92 особи (2011).
У 1975-1998 роках село належало до Цехановського воєводства.

## Демографія
Демографічна структура станом на 31 березня 2011 року:
|          | Загалом | Допрацездатний вік | Працездатний вік | Постпрацездатний вік |
| -------- | ------- | ------------------ | ---------------- | -------------------- |
| Чоловіки | 49      | 18                 | 23               | 8                    |
| Жінки    | 43      | 6                  | 23               | 14                   |
| Разом    | 92      | 24                 | 46               | 22                   |